# Веласко Карбальо, Карлос
Карлос Веласко Карбальо (исп. Carlos Velasco Carballo; род. 16 марта 1971, Мадрид) — испанский футбольный судья. В свободное от судейства время работает инженером-технологом. Судья ФИФА с 2008 года. Один из судей финальной стадии чемпионата мира 2014 в Бразилии. Скандально известен отменой двух голов ПСЖ в матче «Манчестер Сити» — ПСЖ.

## Биография
В 2004 году был допущен до судейства матчей высшего дивизиона чемпионата Испании. 26 марта 2008 года дебютировал в качестве судьи ФИФА, отсудив товарищеский матч между сборными Израиля и Чили (1:0). В сентябре 2010 года дебютировал в групповом этапе Лиги чемпионов УЕФА, являясь главным судьёй матча «Шахтёр» — «Партизан» (1:0). В мае 2011 года судил финальный матч Лиги Европы УЕФА, «Порту» — «Брага» (1:0).
Один из судей розыгрыша финального турнира чемпионата Европы 2012 года в Польше и Украине.
В среднем за игру предъявляет 1,83 жёлтых и 0,05 красных карточек.